# Оберрот
Оберрот (нім. Oberrot) — громада в Німеччині, знаходиться в землі Баден-Вюртемберг. Підпорядковується адміністративному округу Штутгарт. Входить до складу району Швебіш-Галль.
Площа — 37,92 км2. Населення становить 3604 ос. (станом на 31 грудня 2020).